# Maślanka zygzakowatotrzonowa

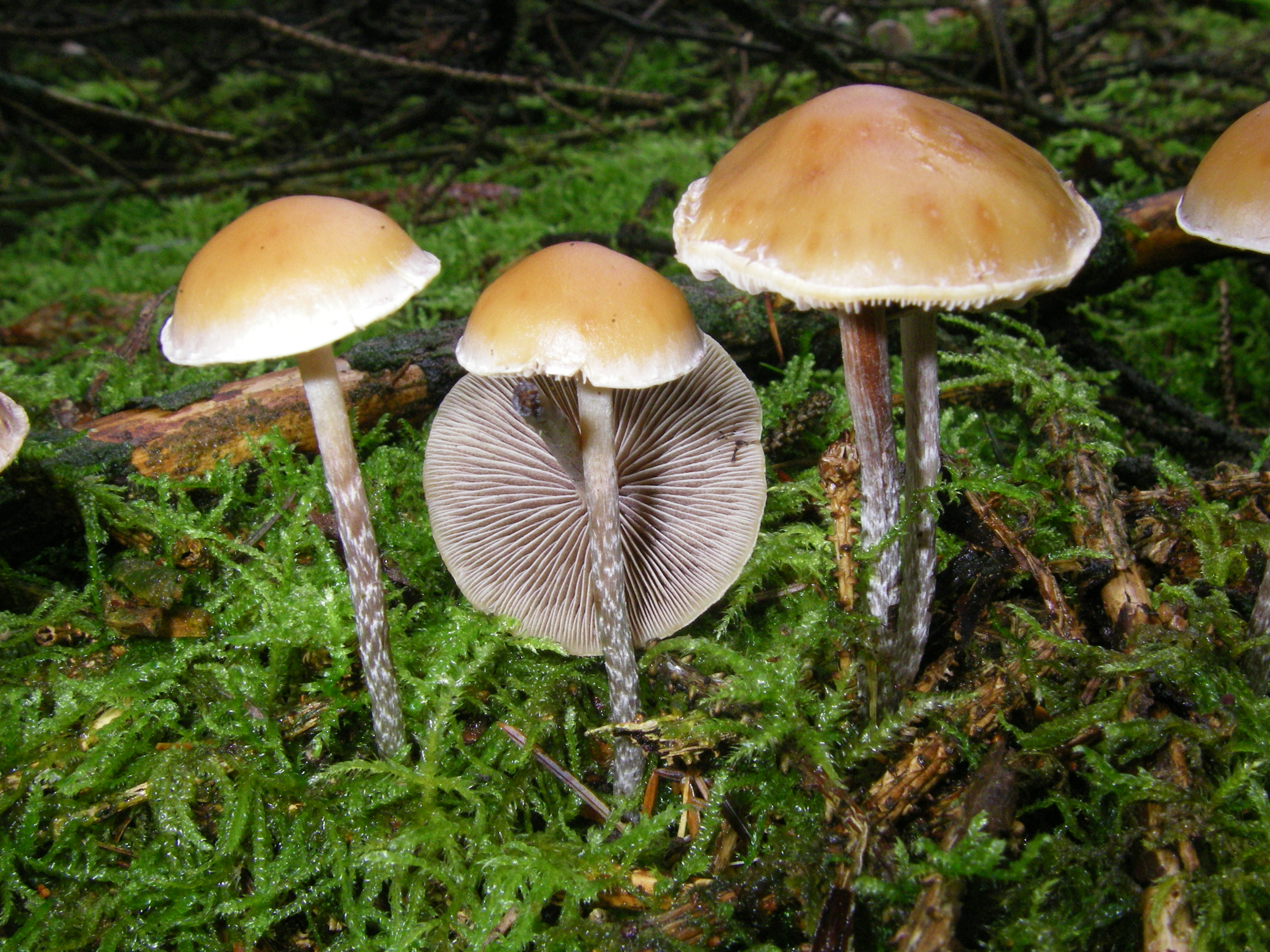

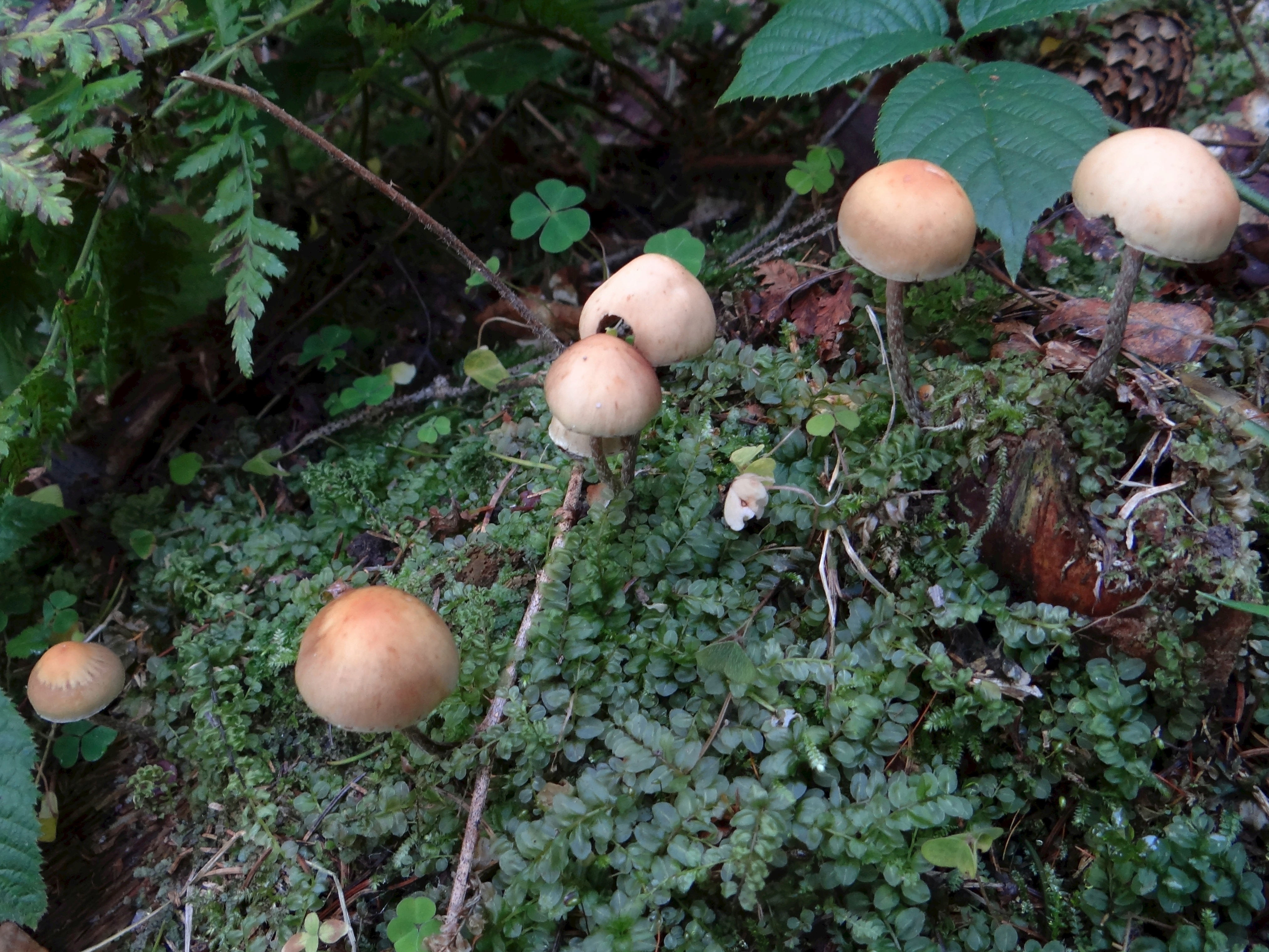

Maślanka zygzakowatotrzonowa (Hypholoma marginatum J. Schröt.) – gatunek grzybów z rodziny pierścieniakowatych (Strophariaceae).

## Systematyka i nazewnictwo
Pozycja w klasyfikacji według Index Fungorum: Hypholoma, Strophariaceae, Agaricales, Agaricomycetidae, Agaricomycetes, Agaricomycotina, Basidiomycota, Fungi.
Synonimy naukowe:
- Agaricus marginatus Pers. 1796
- Naematoloma marginatum (J. Schröt.) Courtec. 1986
- Psilocybe marginata (J. Schröt.) Noordel. 1995

Nazwę polską podał Władysław Wojewoda w 1999 r., ten sam autor w 2003 r. zaproponował dla tego gatunku nazwę łysiczka zygzakowatotrzonowa.

## Morfologia
Kapelusz
Średnica 1,5–4,5 cm, za młodu półkulisty, później dzwonkowaty, na koniec łukowaty. Jest gładki, nagi, podczas suchej pogody matowy, podczas wilgotnej błyszczący i śliski. Brzeg gładki i ostry, u młodych okazów zwisają z niego resztki osłony, u starszych staje się promieniście pomarszczony. Powierzchnia na młodych owocnikach ochrowożółta, później oliwkowobrązowa.
Blaszki
Szerokie i szeroko przyrośnięte o ostrzach białawych i gładkich. Kolor początkowo białawy, później oliwkowoszary.
Trzon
Wysokość 4–9 cm, grubość 2–4 mm, walcowaty, twardy i łamliwy, początkowo pełny, później pusty (rurkowaty). Podstawa zazwyczaj rozszerzona. U młodych okazów jest białawy i włóknisto-łuskowaty, później staje się szarobrązowy, i pokryty nieregularnie białymi łuskami. Pod kapeluszem jasnożółty. Pierścienia brak.
Miąższ
Cienki, w kolorze od kremowego do szarobrązowego. Smak gorzkawy, zapach grzybowy.

## Występowanie i siedlisko
Występuje w Ameryce Północnej, w Europie i na Nowej Zelandii. W Polsce jej rozprzestrzenienie i częstość występowania nie są znane, prawdopodobnie jednak nie jest rzadka. W piśmiennictwie naukowym do 2003 r. podano na terenie Polski około 10 jej stanowisk.  
Siedlisko: lasy liściaste i iglaste oraz piętro kosodrzewiny. Bardziej pospolita jest w górach, niż na niżu. Rośnie na humusie i na szczątkach drzew, głównie iglastych, wśród mchów, traw i opadłych gałązek. Szczególnie często spotykana pod jodłami, kosodrzewiną i świerkami i mchów Polytrichum. Owocniki pojawiają się od czerwca do listopada. 

## Znaczenie
Saprotrof, grzyb niejadalny.

## Gatunki podobne
Podobna jest maślanka korzeniasta (Hypholoma radicosum), ale różni się korzeniasto zakończonym trzonem.